# まぼろしの世界
『まぼろしの世界』（まぼろしのせかい、STRANGE DAYS）はアメリカのロックバンド、ドアーズの2枚目のアルバム。
1967年10月発売。
この年の1月に発売されたデビュー作の成功によって、バンドは自信を持って録音に臨み、彼らの内省的表現を力強く実現した。華やかな曲は少ないものの、実験精神に富みながらも、アルバム全体の統一感が保たれている。
ジャケットは、曲芸師の一団が街を練り歩くというもので、他のアルバムに比べ異彩を放っている。ちなみに、ジャグリングしているのはカメラマンのアシスタント、トランペット奏者は5ドルで雇われたタクシー運転手である。
エンジニアはブルース・ボトニック、プロデューサーはポール・A・ロスチャイルド。レーベルはエレクトラ。
『ローリング・ストーン誌が選ぶオールタイム・グレイテスト・アルバム500』に於いて、409位にランクイン。

## 収録曲
1. ストレンジ・デイズ Strange Days - 3:09
  - マンザレクのオルガンが曲全体に響き渡る中を、ジムが淡々と歌い上げる曲。後に、マンザレクの手によりミュージックビデオが撮影されている。
2. 迷子の少女 You're Lost,Little Girl - 3:03
  - 後にクリーガーのソロ・アルバムでも取り上げられた。
3. ラヴ・ミー・トゥー・タイムス Love Me Two Times - 3:16
4. アンハッピー・ガール Unhappy Girl - 2:00
5. 放牧地帯 Horse Latitudes - 1:35
6. 月光のドライヴ Moonlight Drive - 3:04　（以上LP盤のA面）
  - 元々はデビュー作に収録される予定のあった曲だが、完成に至らず、本作に収録された。
7. まぼろしの世界 People are Strange - 2:12
8. マイ・アイズ・ハヴ・シーン・ユー My Eyes Have Seen You - 2:29
9. おぼろな顔 I Can't See Your Face in My Mind - 3:26
10. 音楽が終わったら When the Music's Over - 10:59